# Var ligger landet där man böjer bananerna?
Var ligger landet där man böjer bananerna? eller Bananerna är en barnsång med Niclas Wahlgren och Morgan Johansson. Låten är skriven för TV-programmet Nicke & Mojje. Låten finns med i albumet En skiva som släpptes 2000 under namnet Bananerna där Niclas och Morgan sjunger.. En ny version släpptes där Morgan framför låten själv utan Niclas på albumet Barnvakt, där fick låten titeln Var ligger landet där man böjer bananerna?.
Den versionen släpptes även som en musikvideo. Låten är skriven av Morgan och Niclas tillsammans med Erik Törnblom. I låten undrar Morgan var landet ligger där bananerna böjs och Niclas berättar att bananerna dras uppåt av solen och inte böjs i något specifikt land. Låten hade under 2020  spelats över nio miljoner gånger på Spotify. 2023 spelade in Swedish Dance Mafia en dansbandsversion av låten.